# Colin Quinn
Pour les articles homonymes, voir Quinn.
Colin Quinn est un acteur, scénariste et producteur américain né le 6 juin 1959 à Brooklyn, New York (États-Unis).
Il est notamment connu pour avoir participé pendant cinq ans au Saturday Night Live.

## Filmographie

### comme acteur
- 1987 : Trois Hommes et un bébé (3 Men and a Baby) : Gift Shop Clerk
- 1988 : Crocodile Dundee 2 : Onlooker at Mansion
- 1988 : Veuve mais pas trop (Married to the Mob) de Jonathan Demme : Homicide Detective
- 1988 : 2 Hip 4 TV (série télévisée)
- 1989 : Caroline's Comedy Hour (série télévisée) : Host
- 1990 : Manly World (série télévisée)
- 1993 : Who's the Man? : Frankie Flynn
- 1997 : Pulp Comics: Jim Breuer (TV) : Cop
- 1998 : Une nuit au Roxbury (A Night at the Roxbury) : Dooey
- 2003 : Crooked Lines : Annoying Customer
- 2003 : Windy City Heat (en) (TV) : Talk Show Guest
- 2010 : Copains pour toujours (Grown Ups) : Dickie Bailey
- 2013 : Copains pour toujours 2 (Grown Ups 2) : Dickie Bailey
- 2020 : Hubie Halloween de Steven Brill

### comme scénariste
- 1987 : Remote Control (série télévisée)

### comme producteur
- 1996 : À la gloire des Celtics (Celtic Pride)
- 2002 : Tough Crowd with Colin Quinn (série télévisée)